# 西原商会
株式会社西原商会（にしはらしょうかい）は、鹿児島県鹿児島市に本社を置く業務用食品卸商社である。

## 沿革
- 1971年12月 - 鹿児島市紫原6丁目9番6号で有限会社西原商会として創業。
- 1975年3月 - 鹿児島市東千石町に支店開設。
- 1975年8月 - 本社を鹿児島市紫原4丁目36番2号に移転。
- 1981年3月 - 株式会社に組織変更。
- 1981年3月 - 有限会社西原食品工業を設立。
- 1981年7月 - 本社を現在地に移転。
- 1996年2月 - 株式会社西原商会中国を設立。
- 1996年2月 - 株式会社西原商会九州を設立。
- 1996年2月 - 株式会社フレッシュ青果を設立。
- 1998年7月 - 株式会社匠フーズを設立。
- 2001年3月 - 株式会社西原商会関東を設立。
- 2002年6月 - 株式会社西原商会関西を設立。
- 2003年4月 - 名古屋港営業所を開設。
- 2005年3月 - 株式会社西原商会東海を設立。
- 2012年3月 - 西原一将が代表取締役社長に就任。

## 事業所

### 西原商会
- 本社 - 鹿児島県鹿児島市与次郎1-10-21
- 札幌支店 - 北海道札幌市西区発寒15条14丁目4番60号
- 仙台支店 - 宮城県仙台市若林区卸町東4丁目3番1号
- 新潟支店 - 新潟県新潟市東区山木戸7丁目2番61号
- 佐渡営業所 - 新潟県佐渡市吉井本郷573-1

### 西原商会関東
- 東京本店 - 東京都江東区新木場二丁目8番3号
- 川崎支店 - 神奈川県川崎市川崎区東扇島23番10号
- 立川営業所 - 東京都立川市上砂町五丁目21番1号
- 東扇島営業所 - 神奈川県川崎市川崎区東扇島31番地4
- 小田原営業所 - 神奈川県足柄上郡大井町金子2551番地
- 大宮営業所 - 埼玉県さいたま市北区吉野町2丁目24番6号
- 千葉営業所 - 千葉県千葉市中央区中央港2丁目9番6号
- 成田支店 - 千葉県印旛郡酒々井町飯積一丁目2番6号
- 練馬営業所 - 東京都練馬区田柄4丁目49番16号
- 群馬伊勢崎営業所 - 群馬県伊勢崎市富塚町356番地2
- 横浜営業所 - 神奈川県横浜市金沢区福浦2丁目7番19号
- 宇都宮営業所 - 栃木県宇都宮市上籠谷町3033番地
- 水戸営業所 - 茨城県水戸市見川町2131番926号
- 相模原支店 - 神奈川県相模原市緑区町屋一丁目2番41号

### 西原商会東海
- 名古屋本店 - 愛知県名古屋市守山区日の後1102番地
- 名古屋港営業所 - 愛知県名古屋市港区入場2丁目1408番地
- 浜松支店 - 静岡県浜松市中央区高丘西3丁目22番1号
- 三島支店 - 静岡県三島市三ツ谷新田331-1
- 津支店 - 三重県津市あのつ台5丁目1番3号
- 金沢営業所 - 石川県金沢市湊4丁目5番地1
- 富山営業所 - 富山県射水市流通センター青井谷1丁目5番地2

### 西原商会関西
- 大阪本店 - 大阪府大阪市大正区小林西1丁目20番2号
- 京都支店 - 京都府京都市伏見区横大路天王後15番地
- 神戸支店 - 兵庫県神戸市東灘区向洋町東2丁目9番地
- 姫路営業所 - 兵庫県姫路市砥堀字丁田173番地1

### 西原商会中国
- 広島本店 - 広島県広島市南区出島1丁目32番77号
- 東広島営業所 - 広島県東広島市西条町大字寺家4853番地
- 岡山営業所 - 岡山県岡山市南区西市102-14
- 松江営業所 - 島根県松江市嫁島町15番地9
- 鳥取営業所 - 鳥取県鳥取市湖山町東4丁目86番地
- 山口営業所 - 山口県山口市小郡上郷5408番地3
- 福山営業所 - 広島県福山市曙町4丁目13番25号
- 松山支店 - 愛媛県松山市大可賀3丁目150番地23
- 徳島営業所 - 徳島県徳島市東沖洲2丁目3番地
- 高松営業所 - 香川県高松市伏石町2143番地9

### 西原商会九州
- 福岡本店 - 福岡県糟屋郡粕屋町戸原828番地2
- 八幡営業所 - 福岡県北九州市八幡西区船越3丁目4番6号
- 豊前支店 - 福岡県豊前市八屋335番4号
- 大分営業所 - 大分県大分市大字三佐1075番地1
- 長崎営業所 - 長崎県諫早市津久葉町6番地15
- 佐世保支店 - 長崎県佐世保市白岳町50番71
- 鳥栖営業所 - 佐賀県鳥栖市飯田町1800番2
- 佐賀営業所 - 佐賀県佐賀市鍋島町大字八戸3066番1号
- 熊本支店 - 熊本県熊本市南区流通団地一丁目14番地
- 天草営業所 - 熊本県天草市志柿町4386番1号
- 八代支店 - 熊本県八代市川田町東274番地1
- 宮崎支店 - 宮崎県宮崎市新別府町前浜1401番地294
- 延岡営業所 - 宮崎県延岡市川原崎町297番地
- 鹿児島支店 - 鹿児島県鹿児島市錦江町6番1号
- 大隅支店 - 鹿児島県曽於市末吉町深川11111番地10
- 薩摩川内営業所 - 鹿児島県薩摩川内市平佐町1691番7号
- 奄美営業所 - 鹿児島県奄美市名瀬大字浦上800番6号
- 沖縄支店 - 沖縄県糸満市西崎町4丁目16番20号
- 沖縄中部営業所 - 沖縄県うるま市石川東恩納544番地
- 石垣営業所 - 沖縄県石垣市大浜472番地1

## 西原商会グループ

### 製造会社
- 株式会社ヒコシマリン
- 株式会社かなん堂
- 株式会社ゆば将
- 株式会社匠フーズ
- 株式会社西原食品
- 大昇製菓株式会社
- 株式会社薩摩家
- 株式会社西通りプリン
- 株式会社桜寿食品
- 株式会社亜味撰
- 株式会社久保田水産
- 株式会社ゆう屋
- 株式会社五島製麺
- 株式会社有明農産
- 龍屋物産株式会社
- 松山製菓株式会社
- はやしハム株式会社
- 株式会社草加葵

### グループ会社
- あったか市場株式会社
- あったか市場キットファクトリー
- 株式会社ニシハラグリーンファーム
- 株式会社松山商店
- 株式会社クレストレード
- 小豆島醤油株式会社
- 三和食品株式会社
- 株式会社上新トレーディング
- 株式会社鈴木商会

### 過去のグループ企業
- 株式会社フレッシュ青果
- 株式会社こめ蔵
- 株式会社三堂
- 株式会社松本農園

## テレビCM
- 2014年6月にクレイジーケンバンドの横山剣が作曲した社歌「世界、西原商会の世界!」が発表され、CMソングとして使用されている他、横山自身が出演するCMも放送されている[2]。
- テレビ西日本『ゴリパラ見聞録』のスポンサーであるという縁から、テレビCMにゴリけんとパラシュート部隊を起用している。

## 提供番組
2025年1月現在
- 火曜は全力!華大さんと千鳥くん（カンテレ制作・フジテレビ系列）※2021年4月6日放送から提供開始。隔週で前半と後半で提供枠交代。
- 大悟の芸人領収書（日本テレビ系列）※2024年4月1日放送開始から提供開始。ローカルスポット枠を含む。
- ゴリパラ見聞録（テレビ西日本制作・フジテレビ系列）※鹿児島・福岡エリア。

その他鹿児島のローカル番組に提供している。
- アフター6ジャンクションシリーズ（TBSラジオ）

メインパーソナリティの宇多丸（RHYMESTER）が新作映画を評論する「週間映画時評 MOVIE WATCHMEN」を、『ライムスター宇多丸のウィークエンド・シャッフル』（前身番組）時代から提供している。
2018年4月から2023年9月まで平日の全曜日に放送されていた『アフター6ジャンクション』では、金曜日の18時台後半に編成されていた「MOVIE WATCHMEN」に加えて、「CULTURE TALK」（月 - 木曜日の同じ時間帯に放送されていたゲストコーナー）にも火曜分（フリーアナウンサーで元・TBSテレビアナウンサーの宇垣美里がパートナーを担当）限定でスポンサーに付いていた。2023年10月から月 - 木曜日に関東ローカルで放送されている『アフター6ジャンクション2』（『アトロク2』）では、木曜日の22時台に移行した「MOVIE WATCHMEN」および、月曜日（第4週以外のパートナーが宇垣→TBSテレビアナウンサーの山本匠晃）22時台の「BEYOND THE CULTURE」（『アフター6ジャンクション』時代から放送されている特集コーナーで『アトロク2』では月 - 水曜日に編成）を提供。
RHYMESTERは2022年5月25日に、前述した社歌のラップバージョンに当たるシングル「世界、西原商会の世界! Part 2 逆featuring CRAZY KEN BAND」をリリース。リリースに際しては、西原商会の社員を主人公に据えたドラマ仕立てのミュージック・ビデオを、サンライズが全編アニメーションで特別に制作した。この曲は、オリコンによる同月24日付のデイリーランキングで、RHYMESTERの楽曲としては最高の順位（8位）を記録したほか、2023年6月21日に発売されたRHYMESTERの12枚目のアルバム『Open The Window』にも収録。
- 吉田類の酒場放浪記（BS-TBS）※2023年4月から提供を再開。開始時期不明から提供していたが、2022年3月末をもって一旦降板。

## その他の活動
- 鹿児島アリーナの命名権契約を、施設を所有する鹿児島市との間で締結。契約期間は2020年4月1日から2025年3月31日までの5年間で、期間中は施設名を「西原商会アリーナ」に変更している[6]。同施設で2022年3月に開催された西原商会の創立記念イベントには、クレイジーケンバンドとRHYMESTERがサプライズゲストとして、出席した社員を前に「世界、西原商会の世界! Part 2 逆featuring CRAZY KEN BAND」を初めて披露した[4]。
- クレイジーケンバンドやRHYMESTER以外にも音楽業界との関係が深く、2022年3月11日に東京国際フォーラムで開催された村上“ポンタ”秀一 （ドラマー）の追悼ライブ『村上“ポンタ”秀一 トリビュート～One Last LIVE～』では冠スポンサーに付いている[7]。
- 2025年4月期に放送のテレビアニメ『スライム倒して300年、知らないうちにレベルMAXになってました 〜そのに〜』とタイアップを実施、グループ会社の西通りプリンが発売しているティラミスの同作品とのコラボレーションを行ったほか、第3話劇中にティラミスが登場、番組スポンサーとして西原オンラインストアのテレビCMも放送している[8][9]。